# Curicaca
A curicaca (ou curucaca) (Theristicus caudatus) é uma ave pelecaniforme da família dos tresquiornitídeos que ocorre desde a Colômbia até a região da Terra do Fogo, bem como parte do Brasil. Mede cerca de 69 cm de comprimento e tem cerca de 43 cm de altura, possuindo ainda um bico longo e curvo, pescoço esbranquiçado ou alaranjado, peito alaranjado, dorso cinza-esverdeado e partes inferiores negras, além das pernas avermelhadas. Também é conhecida pelos nomes de curicaca-comum, curicaca-de-pescoço-branco, curucaca e despertador.
É considerada ave símbolo de São José dos Ausentes conforme lei nº 636, de 8 de dezembro de 2005.

## Taxonomia
A curicaca foi descrita pelo polímata francês Georges-Louis Leclerc, conde de Buffon em 1781 em sua Histoire Naturelle des Oiseaux com base em um espécime coletado em Cayenne, Guiana Francesa. A ave também foi ilustrada em uma placa colorida à mão gravada por François-Nicolas Martinet nos Planches Enluminées D'Histoire Naturelle, produzida sob a supervisão de Edme-Louis Daubenton para acompanhar o texto de Buffon. Nem a legenda da placa nem a descrição de Buffon incluíam um nome científico, mas em 1783 o naturalista holandês Pieter Boddaert cunhou o nome binomial Scolopax caudatus em seu catálogo dos Planches Enluminées. A curicaca agora é colocada no gênero Theristicus que foi cunhado pelo naturalista alemão Johann Georg Wagler em 1832. O nome do gênero vem do grego antigo theristikos, que significa "de fazer colheita"; enquanto o epíteto específico vem do latim caudatus, que significa "cauda".
Duas subespécies são reconhecidas: 

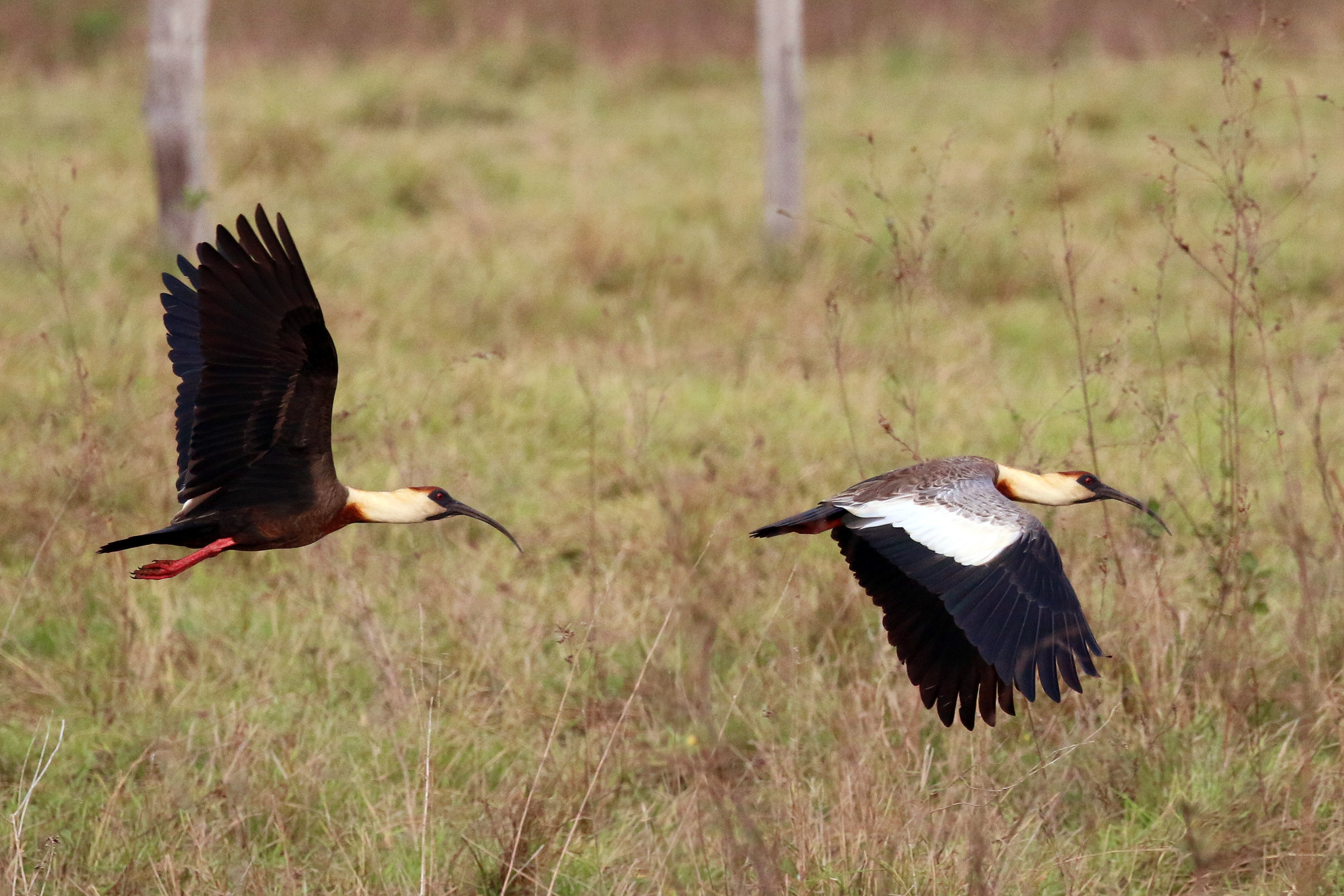
Em voo, Pantanal, Brasil (imagem composta)

- T. c. caudatus (Boddaert, 1783) - norte da América do Sul a Mato Grosso no sudoeste do Brasil
- T. c. hyperorius Todd, 1948 - leste da Bolívia ao sul do Brasil e norte da Argentina